# 滑鱉屬
滑鱉屬（Apalone）是鱉科下的一個屬，分佈於北美洲。

## 分佈
滑鱉屬下的種大都分佈於美國，也發現於加拿大和墨西哥。

## 命名學
Apalone是1987年重新採用的屬名，原來被分在三爪鱉屬（Trionyx）下。

## 兩性異形
滑鱉屬下的生物有明顯的兩性異形現象。雌性的背殼長度可達雄性的兩倍。雄性的前爪比後爪長，雌性反之。雄性尾巴短粗，超過背殼邊緣，雌性反之。

## 習性
滑鱉屬下的生物游泳速度很快，一般在水下覓食魚類。會在沙地產卵。

## 種
- 珍珠鱉（Apalone ferox）美國南卡羅來納州、佐治亞州、佛羅里達州和阿拉巴馬州
- 滑鱉（Apalone mutica）美國洛基山脈東部
- 刺鱉（Apalone spinifera）加拿大（南安大略省和魁北克）、美國大部、墨西哥東北部

## 外部連結
- Tortoise.org Apalone entry （页面存档备份，存于）
- Spiny Softshell Turtle - Apalone spinifera （页面存档备份，存于） Species account from the Iowa Reptile and Amphibian Field Guide